# 羅威 (特拉華州)
羅威（英語：Lowe）是位於美國特拉華州蘇塞克斯縣的一個非建制地區。該地的面積和人口皆未知。

## 地理
羅威的座標為38°31′29″N 75°30′32″W / 38.52472°N 75.50889°W，而該地的平均海拔高度為10米（即33英尺）。